# Klooster Mala Remeta

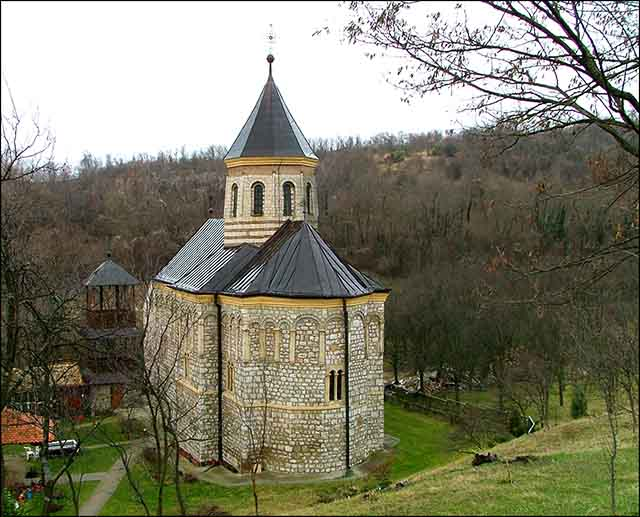
Mala Remeta

Het klooster Mala Remeta (Servisch: Манастир Мала Ремета, Manastir Mala Remeta) is een Servisch-orthodox klooster gelegen in de Fruška Gora in de Servische autonome provincie Vojvodina. Volgens de traditie werd het gesticht door koning Dragutin. De vroegste historische vermeldingen van het klooster dateren uit het midden van de 16de eeuw